# Sumi-e
|  | Dieser Artikel wurde aufgrund von inhaltlichen Mängeln auf der Qualitätssicherungsseite der Redaktion Ostasien eingetragen. Dies geschieht, um die Qualität der Artikel aus dem Themengebiet Ostasien auf ein akzeptables Niveau zu bringen. Dabei werden Artikel gelöscht, die nicht signifikant verbessert werden können. Bitte hilf mit, die inhaltlichen Mängel dieses Artikels zu beseitigen, und beteilige dich bitte an der Diskussion! |

Rechter Stellschirm vom Kiefernwald (Shōrin-zu byōbu 松林図 屏風) von Hasegawa Tōhaku (1539–1610).
Das Gemälde wurde zu einem der Nationalschätze von Japan ernannt.

Shuimohua (Chinesisch 水墨画) oder Suiboku (Japanisch 水墨) „Shui“ bedeutet Wasser, „mo“ bedeutet schwarze Tinte,  „hua“ oder „e“ bedeutet Bild oder Gemälde. Diese Namen bezeichnen eine Maltechnik, bei der nebst guten Pinseln nur schwarze Stangentusche, welche auf einem Schieferstein (Reibstein) zu flüssiger Tuschefarbe angerieben wird, Wasser und ungeleimtes Papier oder möglicherweise Seide als Malgrund benötigt werden. Neben dem Malen von schwarzen Linien entsteht die Form des Bildgegenstandes durch den richtigen Druck auf den Pinselkopf. Mit verschiedenen Techniken entstehen mit einem einzigen Pinselstrich große oder kleine Flächen. Je nachdem, wie lange die Tusche angerieben und auch wieder verdünnt wird, ist die Tuschefarbe tiefschwarz, grauschwarz oder auch ganz hell und durchscheinend.

## Geschichte
Suibokuga entstand in China während der zweiten Hälfte der Tang-Dynastie als eine Technik für Landschaftsmalerei. In der Song-Dynastie wurden Tuschebilder mit den sogenannten „Vier Edlen“ (Orchidee, Bambus, Chrysanthemen und Pflaume, japanisch: „Shikunshi“) als eine bei Literaten und Regierungsbeamten beliebte Methode ausgeführt. Mit der Verbreitung der Zen-Schulen wurden Bilder angefertigt, die Geschichten aus der Zen-Tradition darstellten. In der Ming-Dynastie waren Gemälde mit Blumen und Pflanzen, Gemüse, Fisch usw. beliebt. Unter den Bildern, die mit dem Zen-Geist nach Japan kamen, gibt es Bilder von Bodhidharma, von leeren Kreisen „Ensō“ oder das berühmte Bild eines Fischers, der einen schlüpfrigen Fisch fängt. Dies änderte sich jedoch so, dass mehr und mehr auch Landschaften gemalt wurden.

### Suibokuga in Japan
Gemälde von buddhistischen Motiven, die nur mit schwarzer Tusche (Sumi) gemalt wurden, umfassen jene der Nara-Periode, wie sie im Shosoin Schatzhaus in Nara zu finden sind. Solche Bilder sind seit frühester Zeit entstanden. Wenn man jedoch Suibokuga kunsthistorisch betrachtet, ist der Begriff nicht auf Bilder beschränkt, die einzig mit schwarzer Tusche gemalt werden.
Tuschmalerei bezeichnet in der chinesischen Tradition auch Maltechniken, die Elemente wie die unterschiedliche Konzentration der Tusche, das Abtupfen der Tusche (Nijimi) oder das Bewegen des Pinsels, bis die Tusche ausläuft, um den als „Kaze“ bekannten Effekt zu erzeugen, sowie die Verwendung von zusätzlichen Farben.
Bei Bildern, die in Japan gemalt wurden, ist es üblich, den Umfang auf diejenigen zu beschränken, die in der Kamakura-Periode oder danach entstanden. Auch wenn zusätzliche Farbe verwendet wird, werden die Bilder immer noch im Suibokuga-Stil gemalt, wenn die schwarze Tusche im Zentrum steht, und zusätzliche Farbe sekundär ist.
In den frühen Jahren der Heian-Zeit mit der Ankunft des esoterischen Buddhismus in Japan wurden Bilder gemalt, um die komplizierten Formen dieser buddhistischen Lehre korrekt weiterzugeben. Buddhistische Artefakte, Mandalas usw. und eine große Anzahl anderer Gemälde wurden ausgeführt, um Elemente des esoterischen Buddhismus darzustellen. Unter den Bildrollen (Emakimono) gibt es solche wie die „Makura no Soshi Emaki“ (Schriftrolle des Kissenbuches), die keine Farbe verwenden und nur mit schwarzer Tusche gemalt sind. Werke, die ausschließlich mit unterschiedlichem Pinseldruck gemalt sind, und dadurch den Kontrast von unterschiedlichen Flächen oder dunkel und hell haben, sind bekannt als Hakubyo („weiße Malerei“) oder Hakuga. Es ist nicht üblich, diese in die Kategorie Suibokuga der Frühzeit aufzunehmen.
Die Ausdrucksweise, die in Suibokuga in China gefunden wurde, entwickelte sich seit dem Ende der Tang-Dynastie und setzte sich fort zu den Fünf Dynastien und während der Song-Dynastie (Ende des 9. Jahrhunderts bis zum 10. Jahrhundert). Es ist nicht ganz klar, ab wann in Japan die Rezeption der Suibokuga-Technik und die Ausführung von Bildern in dieser Tradition tatsächlich begannen. Bereits in den buddhistischen Bildern der sogenannten Takuma-Schule des späten 12. Jahrhunderts können wir Malmethoden sehen, die eine Suibokuga Anmutung haben. In Japan entfaltete sich die Tuschmalerei jedoch erst gegen Ende des 13. Jahrhunderts, fast vier Jahrhunderte nach dem Anfang von Suibokuga in China. Japanische Tuschmalerei vom Ende des 13. bis zum 14. Jahrhundert ist in der Kunstgeschichte als frühe Suibokuga bekannt. Das Aufblühen und Fördern der Tuschmalerei während dieser Zeit verdanken wir dem intensiven Austausch von Zen-Mönchen zwischen China und Japan, indem sie regelmäßig von China nach Japan reisten. So wurden auch die neuen Stile der Song- und Yuan-Periode nach Japan übertragen. Mit der Ankunft des 13. Jahrhunderts kamen chinesische Zen-Mönche kontinuierlich nach Japan, einschließlich Mugaku Sogen und Rankei Doryu. Neben den Gemälden brachten diese Mönche Sutren sowie die Literatur und Kultur der Song- und Yuan-Dynastien nach Japan. Eine alte Liste von Gegenständen, die im Engakuji-Tempel in Kamakura aufbewahrt wurden, zeigt, dass viele chinesische Gemälde im Besitz des Tempels sind.
Frühe Suibokuga in Japan hatten ihren Anfang in den Werken, die hauptsächlich von sogenannten „Ebusshi“ (Mönchen, die in der Malerei buddhistischer Bilder arbeiten) und Zen-Mönchen geschaffen wurden. In der Zen-Schule, die die Übertragung des Dharma vom Meister zum Schüler betont, gab es eine Nachfrage nach den sogenannten Chinzo (Bildnis des Zen-Meisters), das den Schülern zur Übertragung des Dharma ihres Meisters übergeben wurde. Als Bildmotiv warten Darstellungen von Bodhidharma und anderen Patriarchen beliebt. Nebst dem Malen von Zen-Vorfahren und Persönlichkeiten des Taoismus oder Buddhismus, entstanden in dieser Zeit auch Pflanzenbilder, die sogenannten „Vier Edlen“ (Orchidee, Bambus, Chrysantheme, Pflaume). Die Tuschmalerei wurde in Japan in Zenkreisen intensiv aufgenommen, entspricht dem japanischen Geist, wo Reduktion aufs Wesentliche, Schlichtheit, Einfachheit und große Perfektion zusammenkommen. Entsprechend eng und direkt war die Verbindung zwischen Suibokuga und den Lehren der Zen-Schule. Geprägt vom schlichten Stil der Zenklöster wurden Einfachheit und Reduktion besondere Merkmale Japanischer Tuschmalerei.
Wenn wir uns Bilder anschauen, die in den Bildrollen dieser Zeit gemalt wurden, sehen wir, dass sich diese Maltechnik aber auch auf Papierschirmen und Schiebetüren außerhalb von Zen-Tempeln verbreitete. Zu den repräsentativen Suibokuga-Maler des 14. Jahrhunderts gehören Kao, Mokuan und Tesshū Tokusai.

### Suibokuga in der Muromachi-Zeit (1336–1573)
Die Muromachi-Periode könnte man die Blütezeit von Suibokuga in Japan nennen. Die Ashikaga-Familie gab der Zen-Schule ihren Segen, so dass die Zen-Kultur und die chinesische Literatur in den Zen-Tempeln aufblühen konnten. Die Werke, die zu dieser Zeit in Japan besonders geschätzt wurden, waren die Werke von Künstlern der südlichen Song-Dynastie in China. Besondere Anerkennung fanden folgende Künstler: Xia Gui, Ma Yuan, Mu Chi und Liang Kai. Künstler wie Mu Chi wurden in Japan mehr geschätzt als in China. Es wäre jedoch ein Fehler zu glauben, dass die japanische Kunstwelt in der Muromachi-Zeit auf Suibokuga beschränkt war. Seit dem späten 20. Jahrhundert wird durch Recherchen deutlich, dass damals auch in großem Stil gemalte Jalousien im Yamato-e-Stil, im japanischen Stil, gemalt wurden.
Bis zum 14. Jahrhundert konzentrierten sich die japanische Tuschmalerei hauptsächlich auf Bilder von Zen-Vorfahren, Bilder von taoistischen Weisen oder von Buddha, sowie Bilder mit Blumen und Vögeln als Motiv.
Am Anfang des 15. Jahrhunderts entstanden eine Reihe von Werken, die als Shigajiku, Kakejiku oder Kakemono bekannt sind, Hängerollen mit einer Kombination aus einem Gemälde und einem Gedicht.
Das Wort Shigajiku drückt einen Zustand aus, in dem Dichtung, Kalligraphie und Malerei ein einheitliches Ganzes bilden. Im unteren Teil der Gemäldefläche einer hängenden Schriftrolle ist das Tuschebild gemalt. In dem verbleibenden weißen Raum oben wird ein chinesisches Gedicht geschrieben, das eine Verbindung zum Malmotiv hat. Das älteste bekannte Werk in dieser Tradition, das zuverlässig datiert werden kann, ist das Werk: „Neumond am strohgedeckten Tor“, das im Besitz des Fujita Kunstmuseums ist. Es wurde 1405 gemalt. Dieses Gemälde enthält ein Gedicht des chinesischen Dichters Tu Fu als Thema. Im oberen Bildteil haben nach einem einführenden Text achtzehn Zen-Mönche je ein Gedicht geschrieben, so dass der von den Texten eingenommene Raum mehr als doppelt so groß ist, wie der Raum, in dem sich das Bild befindet. Viele der Gemälde dieses Genres thematisieren die ideale Umgebung der Literaten, die ihre Zeit in einem ruhigen, von Bergen und Flüssen umgebenen Arbeitszimmer verbringen. In dieser Zeit werden die Namen der Maler und ihre individuellen Züge deutlich. Josetsu, ein Künstlermönch des Shokokuji-Tempels, ist nebst andern Werken vorwiegend bekannt für das berühmte Bild eines Fischers, der versucht, einen Wels mit einem Kürbis zu fangen. Shūbun, der ebenfalls ein Künstler des Shokokuji-Tempels war, erreichte die Stellung eines von der Bakufu-Regierung eingestellten Künstlers. Es gibt viele Werke, darunter Bildgedichte, Schriftrollen und Landschaftsbilder mit seinem Namen drauf. Man ist sich aber nicht sicher, ob sie authentisch sind oder nicht.
In der zweiten Hälfte des 15. Jahrhunderts sehen wir Sesshu (1420–1502), der nicht nur ein herausragender Maler von Suibokuga ist, sondern auch in anderen Genres herausragend ist.
Sesshu wurde in Bichu (der heutigen Präfektur Okayama) geboren und soll ein Nachkomme lokaler Krieger gewesen sein. Er ging nach Kyōto, wo er Mönch des Shokokuji-Tempels wurde. Später, mit der Unterstützung des Ouchi-Clans, zog er in die Yamaguchi-Region. Während dem Anfang des Onin-Aufstandes von 1467 bis 1477 reiste er nach Ming-China, wo er etwa drei Jahre verbrachte, bevor er wieder nach Japan zurückkehrte. Nach seiner Rückkehr reiste er hauptsächlich durch die Landschaft in den Bezirken Yamaguchi und Ōita und malte bis zum Alter von 80 Jahren weiter. 1495, als er 76 Jahre alt war, überreichte er seinem Schüler Sogen ein Landschaftsbild, auf das er eine Selbsteinschätzung geschrieben hatte: Obwohl ich nach Ming-China reiste, um Malerei zu studieren, fand ich dort keinen Lehrer. In diesem Text lobte er auch die Leistungen von Josetsu und Shūbun, die er als seine Vorgänger und Vorbilder betrachtete. Diese Selbsteinschätzung gilt als der älteste Text, in dem ein japanischer Maler sein eigenes Werk beurteilt. Darin können wir seinen Stolz sehen, ein japanischer Künstler zu sein. Sesshu hat den Einfluss der chinesischen Tradition derart verinnerlicht, dass er originelle Werke wie die Darstellung von Amanohashidate, in der wirkliche japanische Landschaften das Thema sind, malen konnte. Er inspirierte auch viele Schüler wie Shugetsu und Sogen, die in ihre Heimat zurückkehrten, wo sie als Maler tätig waren. Auch in dieser Hinsicht war sein Einfluss auf die japanische Malerei beträchtlich.
In der Muromachi-Zeit kommen viele bedeutende Maler aus Ortschaften, von welchen die meisten Nachkommen von Kriegerfamilien stammen. Am repräsentativsten ist der Maler Sesson. Er nahm später Aufträge als Mönch an und wurde Künstlermönch. Sesson malte bis in die 80er Jahre in der Region Kanto und Aizu. Viele seiner Werke haben einen kraftvollen Geist, passend für einen Nachfahren einer Kriegerfamilie. Es gab viele andere Suibokuga-Maler, die während dieser Zeit aktiv waren.

## Wesen
Die Kunst des Sumi-e erfordert eine hochgradige Beherrschung des Materials, denn jeder Pinselstrich auf Seide oder Papier ist unwiderruflich. Dies hat in Ostasien zu einem außerordentlichen Feingefühl für den Ausdruckswert der Linie geführt. Wie die Form eines Schriftzeichens bereits seinen inneren Gehalt zum Ausdruck bringt, so soll die Pinselführung eines Tuschbildes schon sein Wesen ausdrücken. Das Zauberwort der Tuschmalerei heißt Notan, tiefe und leichte Töne (Hell-Dunkel-Kontrast durch unterschiedliche Farbhelligkeit). Von dem Künstler des Sumi-e wird erwartet, dass er mit seiner schwarzen Tusche mindestens den gleichen Reichtum an Tönen zu schaffen vermag wie mit der Fülle bunter Farben. Ein bekanntes Meisterwort lautet: „Wenn man die schwarze Tusche geschickt behandelt, dann ergeben sich die fünf Farben fast von selbst“.
Dadurch, dass die Dinge aller Farbe entkleidet sind und aus dem Zusammenhang mit der Umgebung gelöst werden, wird ihre innere, geistige Struktur spürbar, ihr „wirklicher“ Charakter erscheint. Je sparsamer die Mittel der Darstellung, je fragmentarischer das Ganze zu werden scheint, desto bedeutender und hintergründiger wird der Ausdruck der Linie; aus den Linien spricht dann etwas, was nicht an den Dingen sichtbar wird, sondern was in und hinter ihnen steht.

## Künstler
Die einzigen deutschen Künstler, die den Rang eines Sumi-e-Meisters bekleiden, sind Rita Böhm und Jan Zaremba. Rita Böhm lebt und arbeitet in Berlin. Sie erhielt den Meistergrad von Meister Massao Okinaka, der Sumi-e in der Tradition der Shijo-Schule lehrte. Jan Zaremba war langjähriger Schüler des Zenmeisters Hisashi Ohta, der in Japan zu Lebzeiten als living national treasure verehrt wurde und ihm den Meistergrad in Sumi-e verlieh.